# 쿠총족
쿠총족(중국어 간체자: 苦聪人, 정체자: 苦聰人, 병음: Kǔcōngrén)은 중화인민공화국의 미식별 민족으로, 중화인민공화국에서 가장 가난한 소수 민족 중 하나로 여겨진다. 약 8만 명의 쿠총족이 살고 있는 것으로 추정되며, 이들은 주로 윈난성 멍라현에 거주하고 있다. 일부는 태국, 미얀마, 라오스, 베트남 등 동남아시아에 거주하고 있다. 나머지 일부는 미국으로 이주했는데, 미국으로 이주한 쿠총족은 최소 600명으로 추정된다.

## 같이 보기
- 중국의 미식별 민족
- 라후족